# Tignes
Tignes er en fransk kommune i departementet Savoie i regionen Auvergne-Rhône-Alpes. Tignes har 1.953(2022) indbyggere. Byen Tignes består af flere separate bebyggelser ved navn Tignes Le Lac, Tignes Lavachet og Tignes Val Claret. Længere nede i terrænet ligger Tignes Les Boisses og Tignes Les Brevieres. De tre førstnævnte bebyggelser ligger i en højde af omtrent 2.100 m.o.h. Nærmeste større by er Bourg-Saint-Maurice.
Bynavnet Tignes forbindes ofte med byen Val d'Isère, da de to vintersportssteder tilsammen former storområdet Val d'Isère - Tignes, som er blandt verdens største skiområder. Tignes ligger ved bjerget Grand Motte, som er 3.653 meter højt. Tignes ligger i den øvre del af Tarentaise-dalen, hvor Isère-floden har sit udspring.

## Oprindelige Tignes
Tignes lå oprindeligt længere nede i terrænet, hvor der i dag er søbund i søen Lac du Chevril, som er en opdæmmet sø bag Tignes-dæmningen. Da den 180 meter høje Tignes-dæmning stod færdig i 1952 blev det tidligere Tignes oversvømmet af den opdæmmede flod Isere. Dæmningen var ved færdiggørelsen den højeste dæmning i Europa dimensioneret på 428 megawatt til at levere strøm til mere end 100.000 husstande.
Tignes bestod oprindeligt af to byer, hvoraf Tignes dengang lå på modsatte side af dæmningen af det nuværende Tignes Les Brevieres.

## Nye Tignes
De nuværende Tignes-byer længere oppe i terrænet blev påbegyndt opført sidst i 1950'erne. Tignes Val Claret blev som den nyeste bebyggelse påbegyndt opført i 1968. Fra Tignes Val Claret går en knap 3,5 km lang tunnelbane til en højde af 3.032 meter, hvor der er adgang til sommerskiløb på gletsjeren Grand Motte. Et løft på 932 højdemeter tager 6 minutter med toget. Toget kan også benyttes til transport af personer, der går bjergvandring.
Skiløb på Grand Motte gletsjeren begyndte i vintersæsonen 1968. Tunnelbanen til gletsjeren åbnede i april 1993. Før det gik to kabinelifter fra Tignes Val Claret til Grand Motte.

## Skiområdet - Tignes
Vintersportsstedet Tignes og Val d'Isère udgør tilsammen et storområde tidligere navngivet Espace Killy, navngivet efter den tredobbelte olympiske mester i 1968 Jean-Claude Killy, som er opvokset i Val d'Isère. Navnet betyder Killys område. I 2015 blev det besluttet at omdøbe Espace Killy til Val d'Isère - Tignes.
Tignes ligger i samme hoveddal (Tarentaise-dalen) som kendte skiområder som Val d'Isère, Val Thorens, Courchevel, Meribel. Tillige Les Arcs og La Plagne (til sammen Paradiski) samt La Rosière og Valmorel. Der er 31.000 sengepladser til turister i Tignes. Om vinteren besøges Tignes af 370.000 turister.

## Galleri
- Grand Motte (3.653 m) og til højre Grand Casse (3.855 m.o.h.[18])
- Landevejen til Tignes over Tignes-dæmningen i 1.815 m.o.h.[19]
- Tignes Les Boisses
- Tignes Les Brévières
- Tignes Le Lac
- Tignes Lavachet
- Tignes Val Claret i forgrunden
- Tignes om sommeren med Val Claret øverst i billedet

### Tignes-dæmningen
Isére opdæmmes nedenfor Val d'Isere, hvor søen Lac du Chevril er vandreservoir for Tignes-dæmningen. Dæmningen var, da den stod færdig, den højeste af sin slags i Europa. Da den 180 meter høje Tignes-dæmning stod færdig i 1952 blev det tidligere Tignes oversvømmet af den opdæmmede flod Isère. Dæmningen var ved færdiggørelsen dimensioneret på 428 megawatt til at levere strøm til mere end 100.000 husstande. Dæmningen er per 2018 fortsat den højeste i Frankrig.

## Tour de France i Tignes
I 2007 var Tignes målby for en etape over 165 kilometer fra byen Le Grand Bornand.
I 2019 var Tignes målby på 19. etape fra Saint-Jean-de-Maurienne til Tignes. Etapen blev på grund af uvejr og jordskred ved Tignes neutraliseret efter de første ryttere var kørt over Col de l'Iseran. Tignes var sidste stigning efter Col de l'Iseran.
I 2021 var Tignes målby på 9. etape, som inden da gik over passet Cormet de Roselend.